# Intermitenca
Procentualni odnos stvarno korištene ili trošene energije nekog uređaja prema energiji koju bi trošio ili koristio isti uređaj u trajnom pogonu na nominalnoj snazi. 
Kada uključimo hladno glačalo, uključuje se ugrađeni termostat koji zatvara strujni krug za napajanje grijača, pa glačalo neko vrijeme grije dok ne dosegne namještenu temperaturu. Tada termostat isključuje napajanje grijača. Tijekom glačanja, termostat će povremeno uključivati grijač i tako održavati željenu temperaturu. Pretpostavimo da smo štopericom izmjerili da je u 30 minuta glačanja, sijalica indikatora na glačalu bila upaljena ukupno 8 minuta.
Odnos vremena uključenosti grijača prema ukupnom vremenu glačanja nazivamo intermitencijom. U našem slučaju, ona iznosi   8 / 30 = 0,27 ili 27 %.
Kod uređaja koji mijenjaju snagu za vrijeme rada (npr. elektromotori, transformatori ili elektroinstalacije) ne uspoređuju se vremena, nego stvarno korištena energija s nominalnom snagom kroz cijelo vrijeme uporabe uređaja. Dakako, za vrijeme jakog opterećenja transformator, motor ili instalacija jače se grije nego kada radi s pola snage ili uopće ne radi. Ukupno zagrijavanje uređaja koji rade s prekidima ili povremenim smanjenim opterećenjem bit će manje nego kod onih koji stalno rade na nominalnoj snazi. Ta se okolnost često koristi, da bi se s manjim, dakle i jeftinijim uređajem ili instalacijom obavio potreban posao, računajući da sustav neće stalno koristiti nominalnu snagu. U tom slučaju, dopušta se povremeno umjereno preopterećenje, uz naznaku intermitencije kod koje je garantiran rad uređaja bez opasnosti od pregaranja. Tako se recimo neki transformator za varenje u kućnoj uporabi može predvidjeti za rad s intermitencom od kojih 30 %, dok će brodogradilište morati nabavljati aparat za varenje predviđen za 100 % intermitenciju, odnosno za neprekidni rad.  Uz dopuštenu intermitenciju proizvođač će naznačiti i najduže dopušteno neprekidno trajanje pogona i minimalno trajanje hlađenja uređaja iza toga.
Električne mreže i instalacije proračunavaju se također uz uvažavanje pretpostavljene intermitence, no uz to se računa i s naknadnim povećanjem broja priključenih trošila, tj. s "rezervom za razvoj potrošnje".
Velike razlike u opterećenosti električnih mreža tijekom vremena uzrokuju slabo iskorištenje energetskih postrojenja i mreže, pa su nepoželjne. Zbog toga se raznim mjerama (dvotarifna brojila, ugradnja limitatora u instalacije, primjena termoakumulacijskih peći, režim ljetnog i zimskog radnog vremena i dr.) stimulira ravnomjernost potrošnje.

### Poveznice
- Snaga struje i električna energija
- Stupanj djelovanja